# Seznam oboroženih sil sveta
Seznam oboroženih sil sveta.

## A
- Alžirija
Alžirske oborožene sile

## B
- Belgija
Belgijske oborožene sile
- Bolgarija
Bolgarske oborožene sile

## Č
- Češka
Armada Češke republike

## D
- Danska
Danske oborožene sile

## E
- Estonija
Estonske oborožene sile

## F
- Francija
Francoske oborožene sile

## G
- Grčija
Grške oborožene sile

## H
- Hrvaška

- Hrvaška vojska

## I
- Indija
Indijske oborožene sile
- Italija
Italijanske oborožene sile
- Izrael
Izraelske oborožene sile

## K
- Kanada
Kanadske oborožene sile
- Ljudska republika Kitajska
Kitajske oborožene sile
- Koreja
Korejska ljudska armada

## L
- Latvija
Latvijske oborožene sile
- Litva
Litvanske oborožene sile
- Luksemburg
Luksemburške oborožene sile

## M
- Madžarska
Madžarske oborožene sile
- Makedonija
Armada Republike Makedonije

## N
- Nemčija
Bundeswehr
- Nizozemska
Nizozemske oborožene sile
- Norveška
Norveške oborožene sile

## P
- Poljska
Poljske oborožene sile
- Portugalska
Portugalske oborožene sile

## R
- Romunija
Romunske oborožene sile
- Rusija
Oborožene sile Ruske federacije

## S
- Severna Koreja
Korejska ljudska armada
- Slovaška
Slovaške oborožene sile
- Slovenija
Slovenska vojska
- Srbija in Črna gora
Vojska Srbije in Črne gore

## Š
- Španija
Španske oborožene sile

## T
- Tretji rajh

- Wehrmacht

- Turčija
Turške oborožene sile

## V
- Vatikan

Švicarska garda

## Z
- Združene države Amerike
Oborožene sile Združenih držav Amerike
- Združeno kraljestvo Velike Britanije in Severne Irske
Oborožene sile Združenega kraljestva